# أوتو (ملحن)
أوتو (بالبرتغالية: Otto) هو كاتب أغاني وملحن ومغني برازيلي، ولد في 28 يونيو 1968 في Belo Jardim ‏ في البرازيل.

## وصلات خارجية
- أوتو على موقع IMDb (الإنجليزية)
- أوتو على موقع ميوزك برينز (الإنجليزية)
- أوتو على موقع ديسكوغز (الإنجليزية)
- أوتو على موقع قاعدة بيانات الفيلم (الإنجليزية)